# بخش اسکیپیو (شهرستان سنکا، اوهایو)
بخش اسکیپیو (به انگلیسی: Scipio Township) یک منطقهٔ مسکونی در ایالات متحده آمریکا است که در شهرستان سنکا، اوهایو واقع شده است. بخش اسکیپیو ۹۵٫۵ کیلومتر مربع مساحت و ۱٬۷۲۹ نفر جمعیت دارد و ۲۵۹ متر بالاتر از سطح دریا واقع شده است.